# William Joyce (Schriftsteller)

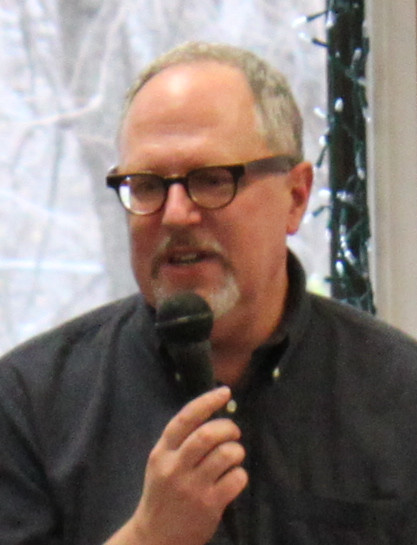
William Joyce

William Joyce (* 11. Dezember 1957 in Shreveport, Louisiana) ist ein US-amerikanischer Autor. Neben diversen Zeitungsartikeln und Büchern für Erwachsene ist er vor allem durch seine Kinderbücher populär.

## Tätigkeiten
Joyce entdeckte schon früh seine Begabung für das Schreiben. Er schrieb spannende, wenn auch nicht immer logische Geschichten für fast jeden Geschmack. Vor allem seine Geschichten für jüngere Kinder wurden in den USA zu Bestsellern.
Unter anderem entwickelte er für die Pixar-Studios diverse Charaktere für die Filme Toy Story und Das große Krabbeln. Im Jahre 2005 wollten Joyce und Chris Wedge Joyce’ in den USA beliebtes Kinderbuch Santa Calls verfilmen. Das Projekt kam nie zustande. Anfang 2007 verfilmte die Walt Disney Company Joyce’ Buch Zu Gast bei Willi Robinson (A Day with Wilbur Robinson) als Triff die Robinsons. Auch dieser Film blieb weit hinter den Erwartungen zurück.
2012 erschien der Film „Die Hüter des Lichts“ (Original: Rise of the Guardians), der auf seinem Roman „The Guardians of Childhood“ basiert. Im Jahr 2013 wurde unter der Regie von Chris Wedge das Buch „The Leaf Men“ unter dem Filmtitel „Epic – Verborgenes Königreich“ (engl. Titel „Epic“) bei 20th Century Fox verfilmt. Das Einspielergebnis lag allein in den USA bei über 100 Mio. Dollar. 2012 gewann er für den animierten Kurzfilm The Fantastic Flying Books of Mr. Morris Lessmore gemeinsam mit Brandon Oldenburg einen Oscar.
Joyce lebt zusammen mit seinem Sohn in Shreveport, Louisiana. Seine Tochter starb 2010 an den Folgen eines Gehirntumors, seine Ehefrau verstarb im Jahr 2016 an den Folgen ihrer ALS-Erkrankung.

## Werke (Auswahl)
Joyce schrieb und illustrierte 25 Kinderbücher. Die bekanntesten sind:
- 1985: George Shrinks
- 1988: Dinosaur Bob and his Adventures with the Family Lazardo
- 1993: Santa Calls
- 1996: The Leaf Men And The Brave Good Bugs
- 1990: A Day with Wilbur Robinson (deutsch: Zu Gast bei Willi Robinson, Thienemanns-Verlag Stuttgart, Wien: Büchergilde Gutenberg, 1992, ISBN 3-7632-4029-2.)
- 1999–2002: Rolie, Polie, Olie (9 Bücher)
- 2016: Ollie's Odyssey (deutsch: Die Abenteuer des Ollie Glockenherz, Fischer-Sauerländer, 2017, ISBN 978-3-7373-5499-8), 2022 verfilmt als 4-teilige Netflix-Miniserie: Lost Ollie